# Metalacurbs
Genre
Metalacurbs est un genre d'opilions laniatores de la famille des Biantidae.

## Distribution
Les espèces de ce genre sont endémiques de Côte d'Ivoire.

## Liste des espèces
Selon World Catalogue of Opiliones (11/10/2021) :
- Metalacurbs cornipes (Roewer, 1958)
- Metalacurbs oedipus (Roewer, 1958)
- Metalacurbs simoni Roewer, 1915
- Metalacurbs villiersi (Roewer, 1953)

## Publication originale
- Roewer, 1915 : « Fünfzehn neue Opilioniden. » Archiv für Naturgeschichte, vol. 80, no 9, p. 106–132 (texte intégral).